# 甘德利诺
甘德利诺（義大利語：Gandellino），是意大利贝加莫省的一个市镇。总面积68平方公里，人口1071人，人口密度15.8人/平方公里（2009年）。国家统计（ISTAT）代码为016107。